# Phlegmariurus petiolatus
Phlegmariurus petiolatus är en lummerväxtart som först beskrevs av C. B. Cl., och fick sitt nu gällande namn av H. S. Kung och L.B. Zhang. Phlegmariurus petiolatus ingår i släktet Phlegmariurus och familjen lummerväxter. Inga underarter finns listade i Catalogue of Life.